# Warmondo
Warmondo o Varmondo o Veremondo (930 circa – 1011 circa) è stato un vescovo italiano, appartenente alla nobile famiglia degli Arborio.
Tenne la cattedra episcopale di Ivrea tra il 965-968 e il 1011 (probabile anno della sua morte); è stato beatificato dalla Chiesa cattolica.

## La vita
Durante il suo lungo episcopato eporediese, Warmondo portò a grande splendore il culto cittadino, anzitutto attraverso la ricostruzione dalle fondamenta della sua cattedrale (come attesta un'iscrizione su di una pietra murata nel suo ambulacro), ma anche attraverso il nuovo impulso dato allo scriptorium in cui operavano copisti, disegnatori e alluminatori. Da esso provengono i preziosi codici miniati conservati oggi nella Biblioteca Capitolare (primo fra tutti, il Sacramentarium Episcopi Warmundi dell'anno 1002, codice membranaceo di 444 pagine, con molteplici miniature e lettere iniziali auree).
Warmondo è ricordato soprattutto per essere stato protagonista della storia eporediese intorno all'anno 1000, nella strenua lotta che lo oppose ad Arduino, marchese di Ivrea, al quale contese privilegi feudali sul territorio attorno alla città. Warmondo riuscì ad ottenere dall'imperatore Ottone III la facoltà di amministrare la giustizia, di riscuotere tributi, di mobilitare truppe locali. Assunse dunque il ruolo di "vescovo-conte" fedele all'imperatore, ruolo a quel tempo diffuso in numerose città italiane.
Gli anni 997-999 furono particolarmente cruenti. Arduino, con l'appoggio di fedeli vassalli, fece scoppiare in città violenti tumulti contro il vescovo, che furono causa di lutti cittadini e che comportarono la cacciata del vescovo dalla sua sede.
Warmondo, a questo punto lanciò contro Arduino, a breve distanza di tempo, due ferocissime scomuniche.
Nonostante Arduino fosse diventato disponibile a riconoscere i suoi privilegi feudali, Warmondo sollecitò Ottone III ad aprire un processo contro i delitti commessi dal suo avversario. 
Tuttavia nel 1001, Arduino con il suo esercito conquistò Ivrea e Vercelli, cacciando i rispettivi vescovi dalle loro sedi, e - approfittando della morte dell'imperatore - nel 1002 venne, dai suoi fedeli, proclamato Re d'Italia.
Nel 1003 la lotta tra Warmondo ed Arduino doveva essere di nuovo accesa, dal momento che alla benedizione della prima pietra dell'abbazia di Fruttuaria a San Benigno, si registra la presenza, con Arduino, del vescovo di Ivrea Ottobiano. (Va  ricordato che Arduino e Warmondo appoggiarono entrambi, in momenti diversi, la costruzione e la autonoma amministrazione dell'abbazia).
Nel 1004, il nuovo imperatore tedesco Enrico II, calato con le sue truppe in Italia, sconfisse Arduino, così che Warmondo poté riprendere il suo potere ed il governo della sua diocesi.
Il nome di Warmondo fu indicato come santo già nel XII secolo. D'altra parte già nel Sacramentarium Episcopi Warmundi egli si era fatto raffigurare con l'aureola quadrata, che l'iconografia dell'epoca riservava ai viventi in odore di santità.
Le sue spoglie mortali sono conservate in un'urna posta sull'altare di una cappella del Duomo di Ivrea.
Fu dichiarato beato, riconoscendone il culto ab immemorabili, il 17 settembre 1857 da Pio IX, per istanza di monsignor Luigi Moreno, ed è festeggiato al 13 novembre.

## La scomunica contro Arduino
Il codice XX della Biblioteca Capitolare di Ivrea (che, con involontaria ironia, porta il titolo di Liber Benedictionum) conserva il testo della scomunica lanciata da Warmondo contro Arduino; testo che vale la pena leggere come testimonianza storica del livello di scontro tra i due contendenti e del temperamento - assai poco incline alla misericordia - che dovette avere il vescovo eporediese.
Si tenga presente che il rito adottato dalla chiesa di Ivrea prevedeva che la scomunica venisse officiata con la presenza di dodici sacerdoti che reggevano lampade accese, mentre il vescovo pronunciava la terribile formula della scomunica:
«Malediciamo Arduino e Amedeo suo fratello, predoni e devastatori della Chiesa di Dio; malediciamo tutti i cittadini d'Ivrea che loro diedero aiuto e consiglio; siano maledetti nella città, maledetti nei campi, maledetti i loro beni e le terre loro e gli armenti e tutti i loro animali, maledetti dove entrano, donde escono; mandi Iddio su di essi la fame e la pestilenza; siano maledetti vigilanti, viaggianti, dormenti, riposanti. Li percuota Iddio con miserie, febbri, geli, arsure, infermità fino alla morte. Li percuota il delirio, la cecità, il furore della mente in ogni tempo; i loro figli siano tosto orfani e vedove le mogli. Dio, falli come rota al vento, come fuoco che avvampa in foresta, come fiamma sprigionata dai monti. E queste maledizioni tutte, dalla pianta dei piedi al vertice dei capelli, li avviluppino per ogni dove, finché non tornino penitenti e sommessi nel seno della madre Chiesa. E tutta la plebe di questa madre Chiesa dica: Così sia, così sia. Amen»..
Terminata la lettura della scomunica, i dodici sacerdoti officianti gettavano a terra le loro lampade e le calpestavano con i piedi.

## Culto
La Chiesa lo considera beato e lo ricorda il 13 novembre: dal Martirologio Romano: A Ivrea in Piemonte, commemorazione del beato Varmondo, vescovo, che fu insigne per la sua viva fede, la pietà e l'umiltà, rivendicò la libertà della Chiesa dalle insidie dei potenti, costruì la cattedrale e promosse la vita monastica e istituì una scuola episcopale.